# دميانة نصار
دميانة نصار ممثلة مصرية (مواليد 1982) اشتهرت بأدائها دور البطولة في فيلم ريش أول فيلم مصري يحصل على جائزة أسبوع النقاد بمهرجان كان السينمائي 2021 في دورته الستين.

## حياتها
وُلدت دميانة نصار حنا والمعروفة بأم ماريو في قرية البرشا، مركز ملوي بمحافظة المنيا. وهي ربة منزل متزوجة وأم لثلاثة أبناء. اشتركت أم ماريو في فرقة تمثيل محلية تسمى "بانوراما برشا" وقدمت بعض العروض المسرحية لكن لم يسبق لها من قبل الوقوف أمام الكاميرا قبيل بطولتها لفيلم ريش.
في 2018 كان المخرج عمر الزهيري يبحث عن شخصيات مغمورة بإمكانها إتقان الأدوار المطلوبة في أول أفلامه الروائية الطويلة "ريش" وفي إحدى زياراته لإحدى قرى المنيا شاهد أداء أم ماريو وأعجب به ليقرر اختيارها بطلةً لفيلمه كما اختار اثنين من أطفال القرية ضمن طاقم التمثيل.
يتلخص دور أم ماريو في الفيلم حول أم مُعيلة تواجه أزمات وظروف معيشية صعبة وذلك بعدما يتحول زوجها إلى دجاجة بسبب خطأ صدر من ساحر أحضره في عيد ميلاد ابنهما الأصغر. وتضطر الأم لمُواجهة صعاب الحياة بمفردها حتى تعول أبنائها.
حقق الفيلم نجاحاً كبيراً غير متوقع بفوزه بجائزة أسبوع النقاد خلال فعاليات مهرجان كان في 2021 كما فاز بجائزة أفضل فيلم عربي في مهرجان الجونة السينمائي 2021. وفي نفس الوقت أثار جدلاً كبيراً داخل مصر.